# Десна
Десна̀ е река в Русия (555 km) и Украйна (575 km) с обща дължина 1130 km, ляв приток на Днепър. Тя е най-големият по дължина приток на Днепър и 46-ата река по дължина в Русия.

## Географска характеристика

### Извор, течение, устие
Реката води началото си от Смоленските възвишения на 244 m н.в. в Елненски район на Смоленска област на Русия, на 6 km източно от град Елня. Тече в южна посока през южните части на Смоленските възвишения, а след село Стряна – на югоизток. Югоизточно от град Десногорск, Смоленска област на протежение около 10 km служи за граница между Смоленска и Калужка област, след което навлиза на територията на Брянска област, като запазва юг-югоизточно направление. В този си участък бреговете ѝ са ниски и частично заблатени. При град Брянск сменя посоката си на юг-югозапад, като десният ѝ се повишава, а левият е нисък и заблатен. Югозападно от селището от градски тип Белая Берьозка напуска пределите на Брянска област и Русия и навлиза на територията на Украйна.
На украинска територия служи за граница между Черниговска и Сумска област, след което завива на югозапад. След устието на река Сейм течението поема в западна посока, долината ѝ силно се разширява, като образува множество ръкави, изоставени езера и старици. Бреговете ѝ са пясъчни, течението ѝ е с много меандри, променливо и с пясъчни плитчини. След град Чернигов посоката ѝ отново е в югозападно направление, долината ѝ става много широка и плоска, а водното корито се колебае от 300 до 350 m. Влива се отляво в река Днепър северно от град Киев на 92 m н.в.

### Водосборен басейн, притоци

#### Водосборен басейн
Площта на водосборния басейн на Десна е 88 900 km2, което представлява 17,64% от водосборния басейн на река Днепър и се простира на територията на 10 области:
- Русия – Белгородска, Брянска, Калужка, Курска, Орловска и Смоленска област;
- Украйна – Киевска, Сумска и Черниговска област;
- Беларус – Гомелска област.

На запад водосборният басейн на река Десна граничи с водосборния басейн на самата река Днепър и на левия ѝ приток Сож, на североизток – с водосборния басейн на река Волга, на изток – с водосборния басейн на река Дон, а на юг – с водосборните басейни на реките Псьол, Сула, Супой и Трубеж (леви притоци на Днепър).

#### Притоци
Река Десна получава девет притока с дължина над 100 km – 5 леви (→) и 4 десни (←):
- → Ветма 112 km, 1456 km2 водосборен басейн, влива се при град Жуковка, Брянска област, Русия;
- → Болва 213 km, 4340 km2 водосборен басейн, влива се при град Брянск, Брянска област, Русия;
- → Навля 126 km, 2242 km2 водосборен басейн, влива се при село Монастирище, Брянска област, Русия;
- → Неруса 161 km, 5630 km2 водосборен басейн, влива се на 2 km южно от град Трубчевск, Брянска област, Русия;
- ← Судост 208 km, 5850 km2 водосборен басейн, влива се на 2 km югоизточно от с. Мурави, Черниговска област, Украйна;
- → Сейм 696 km, 27 500 km2 водосборен басейн, влива се на 2 km югоизточно от с. Мале Усте, Черниговска област, Украйна;
- ← Убед 106 km, 1310 km2 водосборен басейн, влива се на 3 km югозападно от с. Мале Усте, Черниговска област, Украйна;
- ← Снов 253 km, 8705 km2 водосборен басейн, влива се на 1 km югозападно от с. Брусилив, Черниговска област, Украйна;
- → Остьор 199 km, 2950 km2 водосборен басейн, влива се на 2 km югозападно от град Остьор, Черниговска област, Украйна.

### Хидроложки показатели
Среден годишен воден отток в устието 360 m3/s. Реката замръзва през първата десетдневка на декември, а се размразява в началото на април. През пролетта при топенето на снеговете реката излиза от бреговете си и залива обширни площи. При град Чернигов минерализацията на водата е със следните показатели: през пролетното пълноводие – 271 mg/dm3; през лятно-есенното маловодие – 3511 mg/dm3; през зимното маловодие – 376 mg/dm3.

## Селища
По течението на реката са разположени 9 града и множество села:
- Русия

- Смоленска област – Елня и Десногорск;
- Брянска област – Жуковка, Селцо, Брянск и Трубчевск;

- Украйна

- Черниговска област – Новгород Северски, Чернигов и Остьор.

## Стопанско значение
От древността река Десна е била важна транспортна магистрала, по която са преминавали търговски пътища към река Дон (по притока ѝ Сейм) и към Ока (по притока ѝ Болва). Плавателна е на 535 km от устието си до град Новгород Северски, с нерегулярно корабоплаване при високи води до град Жуковка. При град Десногорск е изградена преградната стена на Десногорското водохранилище, което снабдява с промишлена вода Смоленската АЕЦ.